# Đài Phát thanh – Truyền hình Bắc Ninh
Báo và Phát thanh – Truyền hình Bắc Ninh (cơ sở 3) là đơn vị sự nghiệp trực thuộc Ủy ban Nhân dân tỉnh Bắc Ninh, thực hiện chức năng thông tin, tuyên truyền đường lối, chính sách của Đảng, pháp luật của Nhà nước, góp phần giáo dục, nâng cao dân trí, phục vụ đời sống tinh thần của nhân dân các dân tộc trên địa bàn tỉnh bằng các chương trình phát thanh, truyền hình, thông tin điện tử và tạp chí. Đài chịu sự quản lý nhà nước của Bộ Thông tin và Truyền thông, Sở Thông tin và Truyền thông về hoạt động báo chí, phát thanh, truyền hình; thực hiện sự hướng dẫn của Đài Tiếng nói Việt Nam và Đài Truyền hình Việt Nam về nghiệp vụ và kỹ thuật Phát thanh - Truyền hình.

## Lịch sử
- Bốn ngày sau khi thị xã Bắc Ninh được hoàn toàn giải phóng, ngày 12 tháng 8 năm 1954, Đài Truyền thanh tỉnh Bắc Ninh được thành lập và truyền sóng trong khu vực thị xã.
- Sau ngày tái lập tỉnh, ngành Phát thanh - Truyền hình Bắc Ninh đã phát triển vượt bậc. Hiện tại đài phát sóng truyền hình 24/7 từ ngày 01/06/2006.
- Phát thanh FM 92,1 mhz. Từ 01/01/1997 - 01/04/2014 phát sóng 2,5/7. 4,5/24h hằng ngày từ ngày 01/04/2014 - 01/04/2018. Từ 01/04/2018 - nay, phát 17/7. Hiện tại chương trình phát thanh cũng được phát trên vệ tinh Vinasat-1.

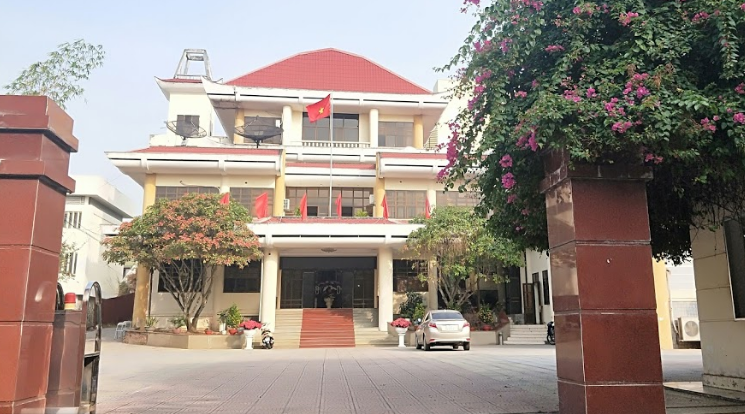
Trụ sở chính của Đài (hình chụp tháng 2/2006)

- Trụ sở chính của Đài (hình chụp tháng 2/2006)Từ ngày 21/06/2013, Đài Phát thanh - Truyền hình Bắc Ninh chính thức phát sóng kênh truyền hình BTV từ vệ tinh Vinasat[1][2].
- Từ ngày 01/07/2025, Đài PT-TH Bắc Ninh, Đài PT-TH Bắc Giang, Báo Bắc Ninh và Báo Bắc Giang hợp nhất thành 1 cơ quan báo chí đa phương tiện mang tên là Báo và PT-TH Bắc Ninh sau khi sáp nhập 2 tỉnh Bắc Giang và Bắc Ninh thành tỉnh Bắc Ninh mới. Theo đó, trong thời gian chờ chuyển đổi, 2 kênh BTV được phát sóng trên hai luồng kênh riêng gồm luồng BGTV-Bắc Giang (cũ) và luồng BTV-Bắc Ninh (cũ) đến hết 31/07/2025.
- Từ 00h00 ngày 01/08/2025, sau 28 năm hoạt động, Đài Phát thanh - Truyền hình Bắc Ninh (cũ) chính thức dừng phát sóng các kênh chương trình của đài trên tất cả các hạ tầng truyền dẫn. Tổng khống chế kênh BTV mới được đặt tại trụ sở Đài Phát thanh - Truyền hình Bắc Giang (cũ) tại phường Đa Mai, tỉnh Bắc Ninh (mới).

## Phát sóng
- VTVCab: Kênh 224
- SCTV: Cáp Analog tại Bắc Ninh, phủ sóng DVB-T2
- VTC Digital: Kênh 66
- AVG: Kênh 77
- FPT Play: Kênh 120
- MyTV - VNPT: Kênh 992
- Truyền hình OTT: FPT Play, Clip TV, K+, MyTV, VTVCab ON, HTVC TVoD, VTVgo, VieON
- FM 92,1 MHz[3]: Kênh Truyền thanh Bắc Ninh phát sóng từ 12 tháng 8 năm 1954 từ 5h30 - 22h hàng ngày.

(Kể từ 00h00 ngày 1/8/2025, kênh phát thanh và truyền hình Bắc Ninh chính thức dừng phát sóng theo chủ trương sáp nhập tỉnh và sắp xếp lại các cơ quan báo chí của Chính phủ).

## Khen thưởng
Năm 2008, Chủ tịch nước tặng thưởng Huân chương Lao động hạng Nhất.